# 11 Batalion Saperów Kolejowych
11 Batalion Saperów Kolejowych (11 bsap kolej.) – oddział saperów Polskich Sił Zbrojnych.

## Historia batalionu
Jesienią 1941 roku na terenie Związku Radzieckiego z żołnierzy, którzy byli przed wojną pracownikami PKP, a zostali internowani lub uwięzieni w Rosji została sformowana jednostka pod nazwą „Baon Kolejowy”. Batalion składał się początkowo z trzech niekompletnych kompanii i był rozlokowany był w miejscowościach: Tockoje, Buzułuk i Kołtubianka.
Rozkazem Dowództwa Polskich Sił Zbrojnych w ZSSR Sztab. Oddział V L.dz. 80/Org./Tjn./42 z dnia 9 stycznia 1942 r. dowódcą batalionu został mianowany kpt. Julian Ustrzycki. W styczniu 1942 roku batalion zebrawszy wszystkie kompanie, odjechał z Tockoje na południe Rosji, początkowo do Karasu, następnie do Kermine, gdzie nastąpiło uzupełnienie stanów osobowych. Nazwa „Baon Kolejowy” rozkazem nr 9 z 7 lutego 1942 roku została zamieniona na „Grupa Kolejowa”. Wiosną 1942 roku Grupa Kolejowa na podstawie Rozkazu Dowództwa Polskich Sił Zbrojnych i 7 Dywizji Piechoty L.dz. 23/3/351/42 oraz rozkazu Dowództwa Grupy Kolejowej Nr 48 z dnia 25 marca 1942 roku wyjechała z Rosji i po przebyciu Morza Kaspijskiego znalazła się na terenie Iranu, a następnie nastąpił wyjazd do Palestyny. Tu rozpoczęto tworzenie pierwszych placówek kolejowych, których obsady wyjechały do Egiptu (El-Kantara) i Palestyny (Gilbana). W Palestynie nazwa oddziału została ponownie zmieniona z „Grupy Kolejowej” na „Batalion Kolejowy”.
Od kwietnia 1942 roku podczas pobytu w Palestynie kompania kolejowa budowała linię kolejową łączącą Hajfę z Bejrutem. 2 Kompania utrzymywała ruch na odcinku 250 km linii kolejowej we Włoszech. 3 Kompania warsztatowa wykonywała remonty parowozów i wagonów.
W lipcu 1942 roku na podstawie rozkazu dowódcy Ośrodka Zapasowego Wojsk Polskich na Środkowym Wschodzie, L.dz. 1662/I/Tjn. z 2 lipca 1942 roku dotychczasowa nazwa oddziału „Batalion Kolejowy“ została zmieniona na „Baon Saperów Kolejowych 2 Korpusu” i nastąpił odjazd do garnizonu Barbara w Palestynie, gdzie dowódcą batalionu został mianowany mjr Wacław Damrosz.
Jesienią 1942 roku z Palestyny batalion odjechał do Iraku, gdzie ponownie zmieniono nazwę batalionu na „11 Baon Saperów Kolejowych”, a następnie po rocznym tam pobycie przez Palestynę odjechał do Egiptu, gdzie przebywał do maja 1945 roku.
7 maja 1945 roku batalion załadował się na statki i został przetransportowany drogą wodną do Włoch, gdzie przebywa ponad rok.
12 czerwca 1946 roku rozpoczął się załadunek batalionu na statki i przetransportowanie do Wielkiej Brytanii. 9 kwietnia 1947 roku batalion został przesunięty do obozu Shobdon (Herefordshire), a 7 lipca 1947 roku wszedł w skład 462 Oddziału PKPR i przestał istnieć jako samodzielny oddział.

## Organizacja batalionu
- Dowództwo 11 batalionu saperów kolejowych
- kompania ruchu,
- kompania warsztatowa,
- kompania budowlana,
- pluton gospodarczy (pluton dowodzenia),
- Służba zdrowia,
- Kwatermistrzostwo,
- pluton samochodowy.

Przy dowództwie batalionu powstały referaty:
- Służby Trakcyjno-Ruchowej,
- Służby Mechaniczno-Warsztatowej,
- Służby Budowlano-Nawierzchniowej
- Oświatowej[3]

## Kadra batalionu
Dowódcy batalionu
- kpt. Julian Ustrzycki (16.01.1942 – 24.05.1942)
- por. Władysław Pawlik (25.05.1942 - 09.07.1942)
- mjr / ppłk Wacław Damrosz (10.07.1942 – 19.10.1946)
- mjr Cyprian Ułaszyn (19.10.1946 do rozwiązania batalionu)[4].

Oficerowie batalionu
- por. Stefan Rozbicki - dowódca kompanii budowlanej
- kpt. inż. Adam Kurkiewicz – dowódca kompanii ruchu
- kpt. Władysław Pawlik – dowódca kompanii warsztatowej[5]
- por. sap. rez. Marian Alojzy Zaborowski – p.o. dowódcy kompanii warsztatowej (od 1 V 1945)[6][7]
- ppor. sap. rez. Marian Rusinek – dowódca plutonu w kompanii budowlanej i kompanii ruchu[8]

## Odznaka 1 batalionu saperów kolejowych
Odznaka ma kształt tarczy w kształcie rombu, otoczona z trzech stron wieńcem szeroko rozłożonych liści dębowych. Na wieńcu emblemat kolei z inicjałami jednostki 1 B. S. KOL. Po obu stronach miecza znajdują znaki rozpoznawcze 2 Korpusu Polskiego i 8 Armii Brytyjskiej. Romb otoczony jest wstęgą pokrytą emalią szkarłatno-czarną. Odznaka jednoczęściowa, wykonana w białym metalu, srebrzona i oksydowana. Zatwierdzona w Dzienniku Rozkazów nr 162 z 10 listopada 1947 roku. Wymiary: 45x40 mm. Projekt: Marian Kochan, wykonanie: S.A. Picchiani and Barlacchi - Firenze.